# Judith Enders
Judith Christine Enders (* 29. Februar 1976 in Altenburg) ist eine deutsche Politikwissenschaftlerin, Gruppenanalytikerin und Autorin.

## Leben und Wirken
Enders legte ihr Abitur am Charles-Darwin-Gymnasium in Berlin ab und absolvierte ein Studium der Politikwissenschaft am Otto-Suhr-Institut der Freien Universität Berlin mit Diplom-Abschluss im Jahr 2001. Anschließend war sie bis 2004 unter anderem wissenschaftliche Mitarbeiterin der Ver.di-Bundesverwaltung Berlin und Referentin für Klima und Energie beim Wissenschaftlichen Beirat der Bundesregierung für Globale Umweltveränderungen (WBGU). 2004 führte sie ein Forschungsaufenthalt nach New York und an die Rutgers University. 2007 wurde sie an der Universität Kassel zur Dr. rer. pol. promoviert mit der Arbeit „Wissensnetzwerke in der Umwelt- und Klimapolitik“. Von 2007 bis 2008 war sie Referentin für Klimapolitik und ökonomische Instrumente der Umweltpolitik bei der Bundestagsfraktion Bündnis 90/Die Grünen. Von 2009 bis 2012 war sie am Institute for Advanced Sustainability Studies in Potsdam in der Nachhaltigkeitsforschung tätig.
Enders war 2009 Mitbegründerin der Initiative „Dritte Generation Ostdeutschland“ und ist heute Vorstandsmitglied des daraus hervorgegangenen Vereins „Perspektive hoch 3 e. V.“
Sie ist seit 2014 Dozentin im Masterstudiengang „Netzwerkmanagement Bildung für eine nachhaltige Entwicklung – Schwerpunkt Kindheitspädagogik“ an der Alice Salomon Hochschule Berlin und war von 2016 bis 2025 Mitglied im Kuratorium der Alice Salomon Hochschule Berlin. Sie ist seit 2017 zertifizierte Mediatorin und systemischer Coach, und seit 2023 systemisch-integrative Einzel- und Familientherapeutin. Enders ist Gruppenanalytikerin (D3G) und gruppenanalytische Supervisorin. Sie ist außerdem seit 2019 Mitglied im „Seminar für Gruppenpsychoanalyse Zürich (SGAZ)“. und der Group Analytic Society International (gasi) in London.
Ehrenamtlich engagiert sie sich überdies im Verein Eco-City - International Campus Wünsdorf e.V. (ICEC Wünsdorf) für ein Reallabor für nachhaltige Stadtentwicklung.
Sie war 2019–2020 Mitglied der Kommission der Bundesregierung „30 Jahre Friedliche Revolution und Deutsche Einheit“ und 2022 Sachverständige im Ausschuss Kultur und Medien des Deutschen Bundestages.
2020 wurde sie von Leipzigs Oberbürgermeister Burkhard Jung in den wissenschaftlichen Beirats des „Forums für Freiheit und Bürgerrechte“ auf dem historischen Matthäikirchof berufen.
Wissenschaftliche Schwerpunkte sind Bildung für nachhaltige Entwicklung, Ostdeutschlandforschung, Internationale Klimapolitik, Feminismus, Ästhetische Forschung und Nachhaltigkeit.
Seit 2024 arbeitet Enders im Institut für Kulturwissenschaften (Geisteswissenschaftliches Zentrum) der Universität Leipzig im Projekt Taskforce „Ways across the country - democracy in transforming landscapes“ (Volkswagen Stiftung).
Enders ist Mutter eines Sohnes.

## Veröffentlichungen (Auswahl)
- Ökonomische Instrumente in der Klimapolitik am Beispiel des Kyoto-Protokolls. Diplomarbeit. Freie Universität Berlin, 2001.
- Wissensnetzwerke in der Klimapolitik. Peter Lang Verlag, Berlin/New York 2008, ISBN 978-3-631-57438-6.
- mit Michael Hacker et al.: Dritte Generation Ost – wer wir sind, was wir wollen. Ch. Links Verlag, Berlin 2012, ISBN 978-3-86153-685-7.
- mit Moritz Remig: Perspektiven nachhaltiger Entwicklung. Theorien am Scheideweg. Metropolis Verlag, Marburg 2013, ISBN 978-3-89518-934-0.
- mit Mandy Schulze und Bianca Ely (Hrsg.): Wie war das für Euch? Die Dritte Generation Ostdeutschland im Gespräch mit ihren Eltern. Ch. Links Verlag, Berlin 2016, ISBN 978-3-86153-916-2.
- mit Amanda Groschke: Geschlechterverhältnisse im Digitalen. Welche Denkanstöße, Kritiken und Potentiale ins Zentrum der Debatte gehören. In: Anja Höfner, Vivian Frick (Hrsg.): Was Bits & Bäume verbindet. Digitalisierung nachhaltig gestalten. oekom Verlag, München 2019, ISBN 978-3-96238-149-3.
- Feminismus und Mütterlichkeit – ein Ost-West Thema? In: Femina Politica. Jg. 28, H. 02, 2019, S. 140–146. ISSN 1433-6359
- mit Raj Kolmorgen und Ilko-Sascha Kowalczuk: Deutschland ist eins: vieles. Bilanz und Perspektiven von Transformation und Vereinigung. Campus Verlag, Frankfurt / New York 2021, ISBN 978-3-593-51436-9.
- Berliner Mauer – die Skepsis bleibt. Engagement. In: Die Zeit. Nr. 33, 13. August 2021.
- Vergangenheit ernst nehmen – Zukunft gestalten – Nachhaltigkeit entwickeln. In: (Ost)Deutschlands Weg I+II – 80 Studien und Essays zur Lage des Landes. Schriftenreihe der bpb (SR 10676 I+II)
- mit Amanda Groschke: Schöne neue Hochschulwelt – BNE und ästhetische Forschung. In: Digitale Bildung für nachhaltige Entwicklung. Springer, Berlin/Heidelberg 2022.
- Ungewisse Vertrautheit - Heimat (Ost-) Deutschland. In: Diplomatisches Magazin. Nr. 02/2022, Auswärtiges Amt, S. 52–55.
- Gibt es einen Ostfeminismus? Blühende Landschaften und starke Frauen. In: Frank und Robert Nehring (Hrsg.): DENKE ICH AN OSTDEUTSCHLAND … Impulse für eine gemeinsame Zukunft. PRIMA VIER Nehring Verlag, Berlin 2024, ISBN 978-3-00-079439-1.[12]
- Rezension zu: Stefan Schmalz, Sarah Hinz, Ingo Singe, Anne Hasenohr: Abgehängt im Aufschwung. Demografie, Arbeit und rechter Protest in Ostdeutschland. Campus, 2021, ISBN 978-3-593-51008-8, In: Politische Vierteljahresschrift. (PVS), September 2024, doi:10.1007/s11615-024-00570-x

## Preise
- 2013 Gustav-Heinemann-Bürgerpreis mit „Dritte Generation Ost“[13]
- 2020 Theodor-Heuss-Medaille mit Perspektive hoch 3 e. V.[14]
- 2003 Promotionsstipendium der Hans-Böckler-Stiftung[15]